# 三平岛
三平岛古称青岛，是位于中国山东省青岛市即墨区以东黄海海域的一座岛屿，属田横镇管辖。

## 地理环境
三平岛位于田横镇周戈庄村东侧栲栳湾海域，栲栳岛、土埠岛以南，车岛、田横岛以北。与陆地最近距离约2.3公里，总面积约0.18平方公里，海岸线总长约2.28公里。该岛属中生代侏罗纪地层，表层为棕壤。岛屿周围水深1米至5米不等 ，多为泥沙底质，藻类丛生，鱼类主要为乌贼鱼、黄姑鱼，也有黑鲷、黄鲷、鲈鱼、白鳗等，还有刺参分布。高潮时该岛屿呈现为三个岛屿，自西向东分别为大岛、二岛和三岛。
大岛位于36°29′17″N 120°59′10″E / 36.48806°N 120.98611°E，是三平岛的主岛，呈三角形，面积0.1535平方公里，东部为高地，最高点海拔25.9米，海岸线长1.65公里，周围水深1至4米。岛上植被覆盖率90%，西部为农作物，东部多为豆科植物，东端有少量黑松、刺槐。
二岛位于36°29′19″N 120°59′33″E / 36.48861°N 120.99250°E，呈四边形，面积0.02平方公里，最高点海拔16米，海岸线长0.59公里，南北两侧水深1至5米，西侧与大岛之间有一条宽约80米的潮沟，沟底为沙砾滩，高潮时水深2.5米。岛上植被覆盖率约90%，多豆科植物，西部有黑松稀疏分布。
三岛位于36°29′17″N 120°59′47″E / 36.48806°N 120.99639°E，呈椭圆形，面积0.0032平方公里，最高点海拔8.2米，海岸线长0.29公里，周围水深约2至5米，西侧与二岛隔有一条宽约100至150米的潮沟，高潮时水深3米。岛上植被覆盖率约50%，植被多为山草，有少量黑松、刺槐。

## 历史沿革
三平岛初名“青岛”。明代即墨县令许铤于万历七年（1579年）所著《地方事宜议》中提到：“本县东南滨海，即中国东界。望之了无津涯，唯岛屿罗崎其间。岛之可居人者，曰青、曰福、曰管、曰白马、曰香花、曰田横、曰颜武。”万历二十五年（1597年）王士性所著《广志绎·卷三 江北四省》提到：“...其间田横岛、青岛、黄岛...其馀小岛尚不可数计...”这两份文献中所提到的“青岛”曾被认为是青岛湾内的小青岛，但实际上，“青岛”之名直至清代乾隆年间的地方文献中才转变为今天“小青岛”的名称。有史料记载光绪年间，周戈庄刘仕东曾携全家进岛耕作。部分资料称该岛后来曾改名为“小青岛”。1984年海岛普查时，正式定名为“三平岛”，而周边居民仍习惯于称之为“青岛子”。

## 人类活动
该岛虽被列入无居民海岛名录，实际有居民8户14人，岛上居民以种植、捕鱼、海水养殖为生。海岸边有海参养殖池。岛上无靠岸码头，不通水电，仅大岛有水井一口，同时设有风力发电机。大岛上有一处废弃的瞭望塔，一处面积极小的文君庙。